# Czerna (Malopolské vojvodství)
Czerna je vesnice v severozápadní části Malopolského vojvodství. V roce 2014 zd ežilo 1 194 obyvatel.

## Infrastruktura

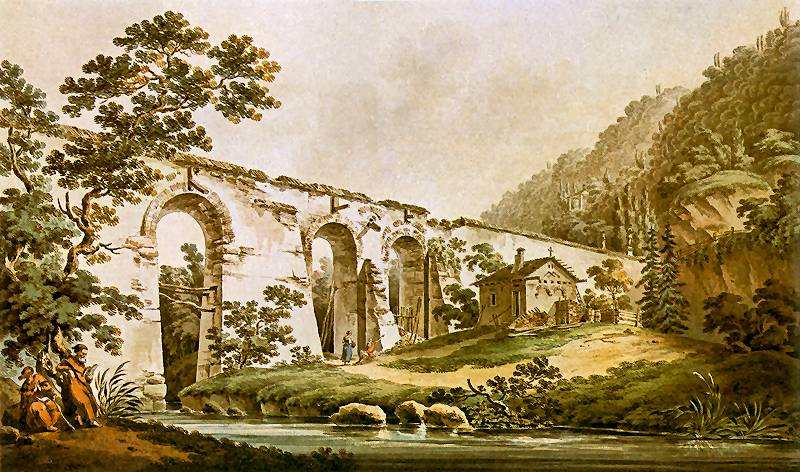
Ďábelský most, akvarel Zygmunta Vogela z r. 1787

- škola
- domov důchodců
- sbor dobrovolných hasičů

## Pamětihodnosti
- Klášter bosých karmelitánů

- Přírodní rezervace Eliasovka (rezerwat przyrody Eliaszówka)
- Ďábelský most (Diabelski Most), (zřícenina mostu, vybudovaného poustevníky)
- Pramen Elias, Pramen Elíša, Pramen Josef